# Centaurea castriferrei
Centaurea castriferrei là một loài thực vật có hoa trong họ Cúc. Loài này được Borbás & Waisb. mô tả khoa học đầu tiên.